# 安田昌玄
安田 昌玄（やすだ まさはる、1962年1月9日 - ）は、アスレティックトレーナー、プロ野球コーチ。プロ野球選手としての経験はない。

## 経歴
大阪府大阪市生まれ、堺市出身。
大阪府立東百舌鳥高等学校、大阪体育大学を卒業後、1984年に当時の阪急ブレーブスに入団。以降、球団の変遷を経つつ20年以上にわたり一貫してトレーニングコーチを務めた。2012年に退団。
2005年、チーム内で実践しているコンディショニング法を紹介した著書『ベースボールコンディショニングバイブル』が発売された。
2007年に生まれたばかりの娘を残して妻が他界し、シングルファーザーとして仕事と家庭を両立しながら奮闘する姿がテレビ等で紹介された。
2013年、大阪体育大学トレーニング科学センターS&C（ストレングス＆コンディショニング）のディレクターに就任。
2015年、著書2冊目となる『スポーツコンディショニングバイブル』が発売された。

## 背番号
- 96 （1984年 - 2004年、2012年）
- 88 （2005年 - 2011年）

## 著書
- ベースボールコンディショニングバイブル（2005年6月、日刊スポーツ出版社、ISBN 4-8172-0230-0）
- スポーツコンディショニングバイブル（2015年3月、日刊スポーツ出版社、ISBN 978-4-8172-5569-3）